# Кубанка (река, впадает в Куяльницкий лиман)
Кубанка (укр. Кубанка) — река, впадающая в Куяльницкий лиман, расположенная на территории Ивановского и Лиманского районов (Одесская область, Украина).

## География
Длина — 17 км. Площадь бассейна — 129 км². Долина в среднем течении сильно изрезана ярами и промоинами. Русло на протяжении почти всей длины пересыхает, верховье протекает в балках Сельская и Букачи. На реке созданы пруды. Приток пресной воды реки в Куяльницкий лиман 0,002 м³/с.
Берёт начало западнее села Новые Шомполы. Река течёт на юг, в приустьевой части — юго-запад. Впадает в Куяльницкий лиман южнее села Кубанка.
Притоки: безымянные балки
Населённые пункты (от истока к устью): Шамановка (Ивановский район), Кубанка (Лиманский район).